# Comitini
Pour le bâtiment de Palerme, voir Palais Comitini.
Comitini est une commune d'Agrigente en Sicile. 
Peu de magasins s'y trouvent. En revanche, on note la présence d'un petit hôtel.

## Administration
| Période                                  | Période | Identité | Étiquette | Qualité |
| ---------------------------------------- | ------- | -------- | --------- | ------- |
|                                          |         |          |           |         |
| Les données manquantes sont à compléter. |         |          |           |         |

## Communes voisines
Aragona, Grotte.